# Julian Gray
Julian Raymond Marvin Gray (Londra, 21 settembre 1979) è un ex calciatore inglese, di ruolo centrocampista o attaccante.

## Caratteristiche tecniche
Ala sinistra, può giocare anche come punta centrale.

## Carriera
Vanta 55 presenze e 3 reti in Premier League. Nel 2000 il Crystal Palace lo acquista per £ 750.000. Nel 2008 il Fulham lo preleva in cambio di £ 400.000.